# Classe Asagiri
La classe Asagiri della Forza marittima di autodifesa giapponese è costituita da otto cacciatorpediniere multiruolo che hanno capacità antiaeree e antisom.
Queste unità sono state costruite dal 1985 al 1991, principalmente dal gruppo industriale Ishikawajima-Harima Heavy Industries, e per la restante parte da Sumitomo Heavy Industries, Hitachi, Mitsui e Mitsubishi Heavy Industries. Il varo della nave capoclasse è avvenuto il 19 settembre 1986. 
Insieme alla classe Hatsuyuki ha rappresentato la prima generazione di cacciatorpediniere multiruolo della JMSDF con capacità antinave, antiaerea e antisom.

## Progetto
Queste unità sono classificate come DD (multi-purpose destroyer), ossia cacciatorpediniere multiruolo (in giapponese hanyō goeikan), e rappresentano la prima generazione di questa tipologia di navi nella JMSDF, insieme alla classe Hatsuyuki. 
I cacciatorpediniere Asagiri sono perciò un'evoluzione e miglioramento dei precedenti Hatsuyuki (chiamati programma 52DD). Fu infatti operato un generale ingrandimento dello scafo, rispetto agli Hatsuyuki,  con una lunghezza aumentata di 7 metri, e il dislocamento cresciuto di altre 500 tonnellate.

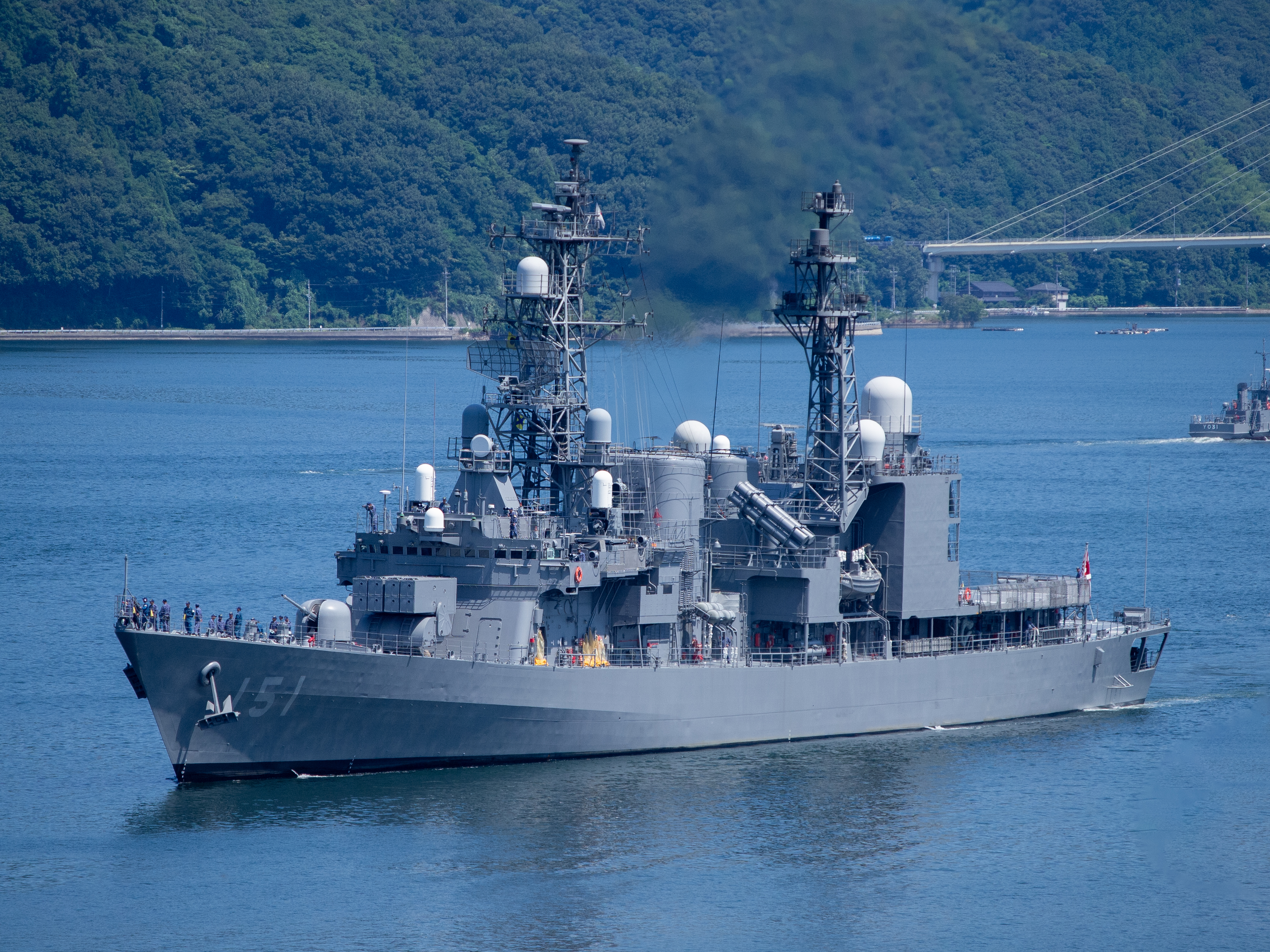
Il capoclasse Asagiri (DD-151) dopo il passaggio alla vernice a bassa visibilità.

Fra le caratteristiche distintive spiccano il grosso hangar per l'elicottero posizionato quasi al centro della nave, e i due vistosi fumaioli, e soprattutto i due grandi alberi a traliccio che ospitano radar e antenne. Inoltre è ben visibile il lanciatore di missili antiaerei posto a prua. 
Il programma della classe Asagiri fu denominato 58DD, in base all'anno del calendario Shōwa nel quale fu approvato il progetto, seguito dalla sigla DD che indica i cacciatorpediniere multiruolo. 
Il nome Asagiri significa "nebbia del mattino", e fu già usato per un altro cacciatorpediniere nella Seconda guerra mondiale, che era la tredicesima unità della classe Fubuki.

## Dotazione elettronica
Pur essendo esteriormente simili ai cacciatorpediniere convenzionali di vecchia generazione, gli Asagiri sono stati cacciatorpediniere realmente rivoluzionari e innovativi, perché sono state le prime navi al mondo dotate di un impianto radar AESA (Active Electronically Scanned Array), ossia a scansione elettronica. 
Il radar in questione è un OPS-24, un radar di scoperta aerea 3D a scansione elettronica in banda L, prodotto da Mitsubishi Electric, derivato dal radar J/FPS-3, e in grado di fornire un'elevatissima sensibilità con una portata di 200 km.

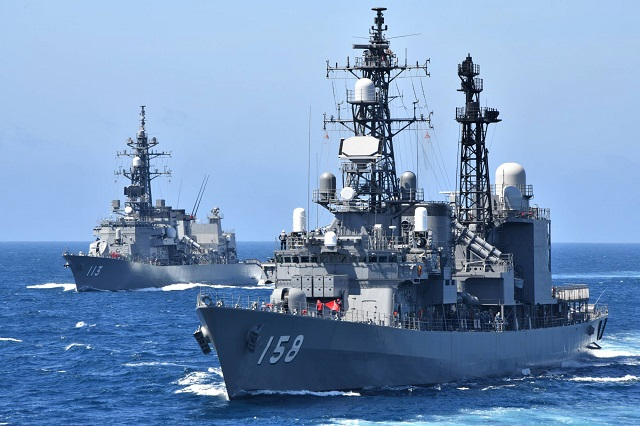
Il cacciatorpediniere Umigiri (DD-158), sull'albero del quale è ben visibile il radar a scansione elettronica OPS-24.

La dotazione elettronica è completata da un radar di scoperta di superficie OPS-28, e un radar di navigazione OPS-20. Inoltre sono installati anche un dispositivo per il rilevamento delle onde radio NOLR-8, e un disturbatore OLT-3 per la guerra elettronica.

## Armamento
L'artiglieria principale è costituita da un cannone Oto Melara 76/62 mm Compatto. Per la difesa aerea è disponibile un lanciatore per otto missili Sea Sparrow posto a poppa.

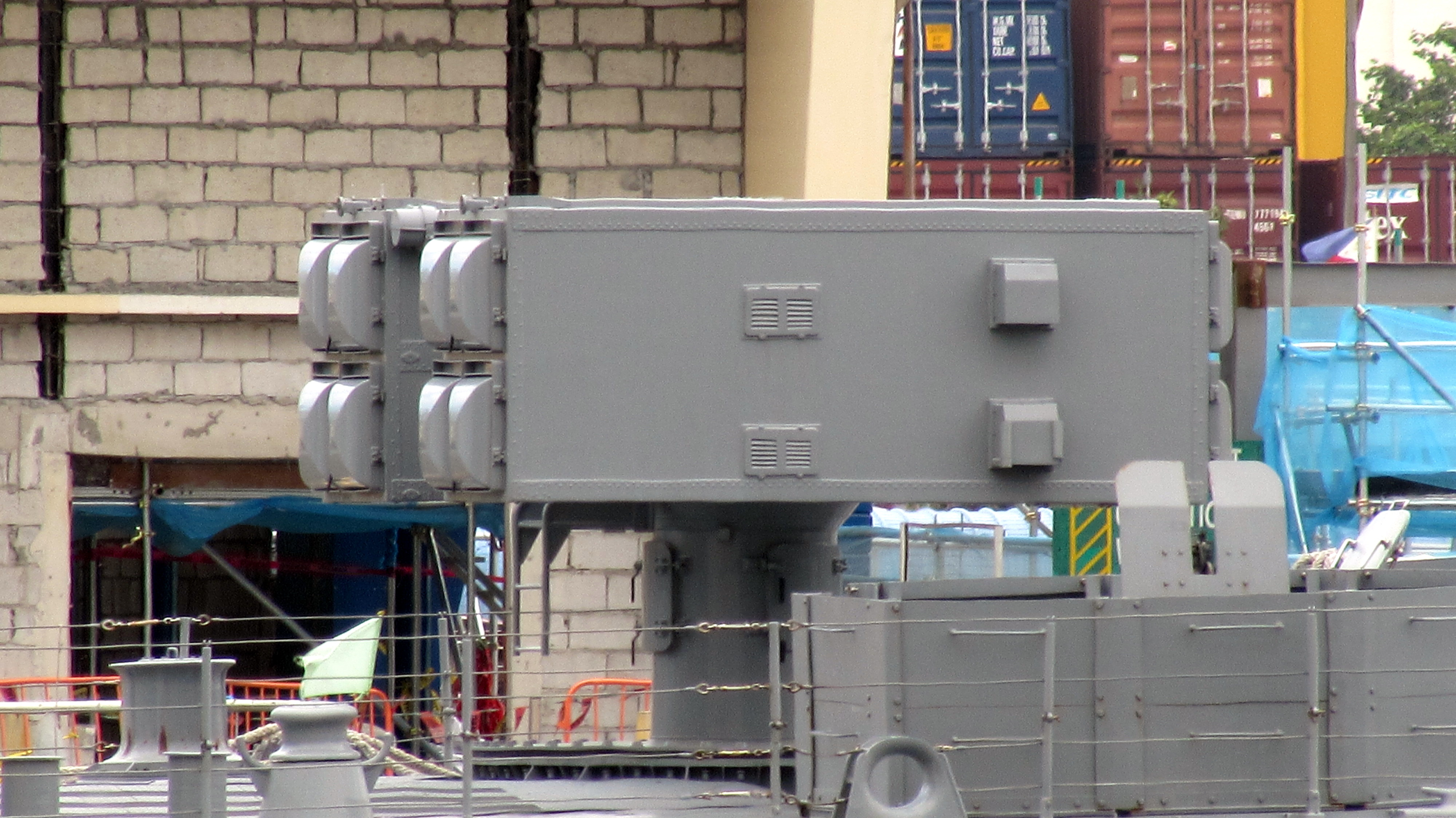
Il lanciatore dei missili Sea Sparriw posizionato a poppa del cacciatorpediniere Amagiri (DD-154).

A questi si aggiungono due sistemi per la difesa di punto Phalanx CIWS con cannoni Vulcan da 20 mm.
Per la guerra sottomarina sono impiegati il lanciatore ottuplo per missili antisom RUR-5 ASROC e due lanciatori tripli per siluri da 324 mm.
Per il contrasto al naviglio nemico è possibile utilizzare un complesso con due lanciatori quadrupli per missili antinave RGM-84 Harpoon.

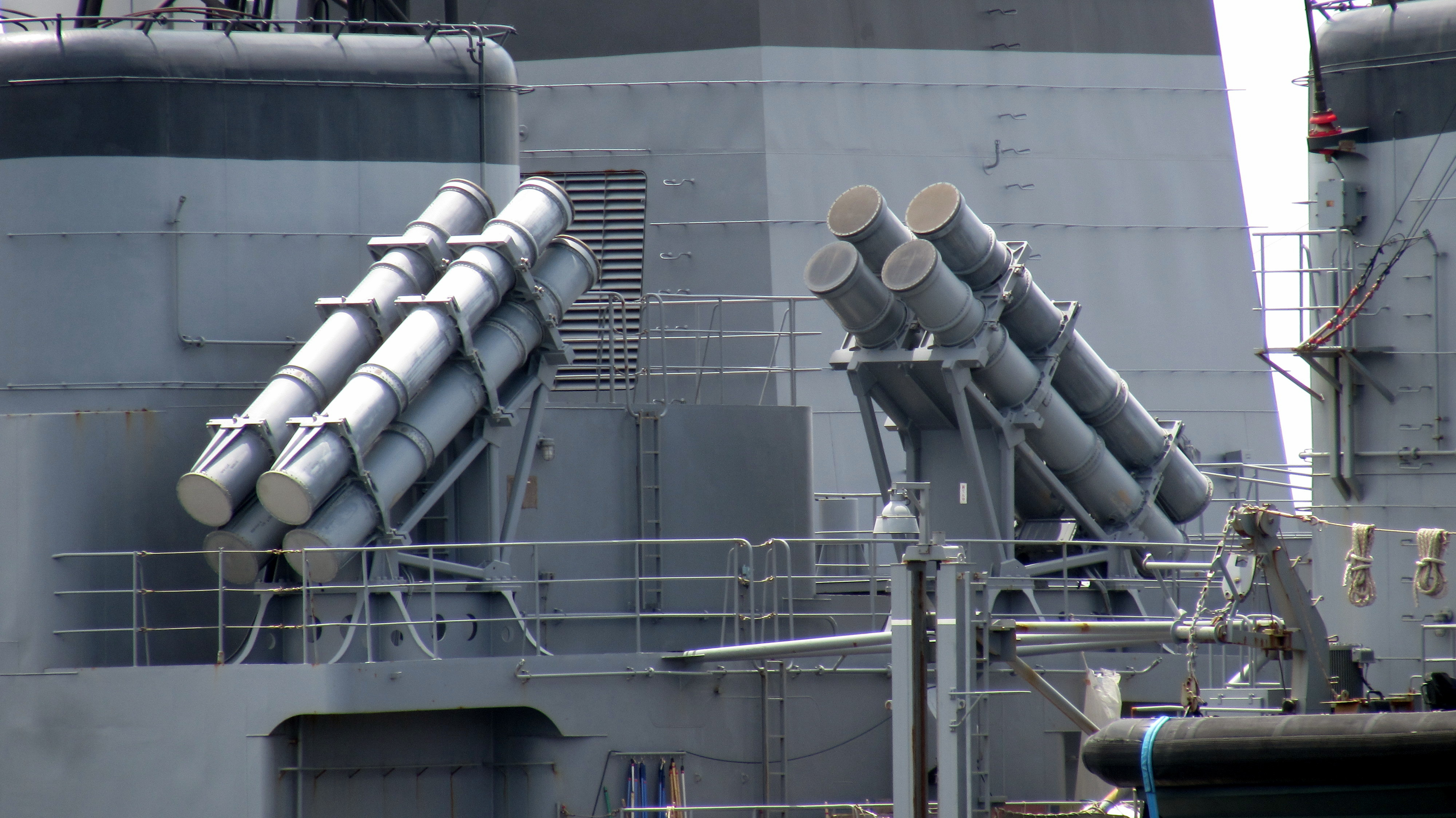
I missili antinave Harpoon sul cacciatorpediniere Yugiri (DD-153).

La componente aerea è rappresentata da un elicottero antisom, inizialmente il Sikorsky HSS-2B Sea King, poi sostituito dal più avanzato SH-60J/K.

## Servizio operativo
I cacciatorpediniere Asagiri sono divenuti operativi nel periodo dal 1988 al 1991. Verso la fine della loro carriera hanno prestato servizio nelle singole squadriglie indipendenti, dalla 12ª Squadriglia (Dai jūni goei tai) alla 15ª Squadriglia (Dai jūgo goei tai), e alcuni sono stati poi convertiti in nave scuola per l'addestramento degli equipaggi.
A partire dal 2020, la verniciatura di ogni nave è stata gradualmente resa meno appariscente. Ciò ha incluso la rimozione della banda nera sopra i fumaioli per renderli meno evidenti, la colorazione grigia del numero e del nome della nave, precedentemente bianchi, e la rimozione delle marcature sul ponte di volo (utilizzate per indicare le ultime due cifre del numero della nave agli aerei pattugliatori e agli elicotteri).

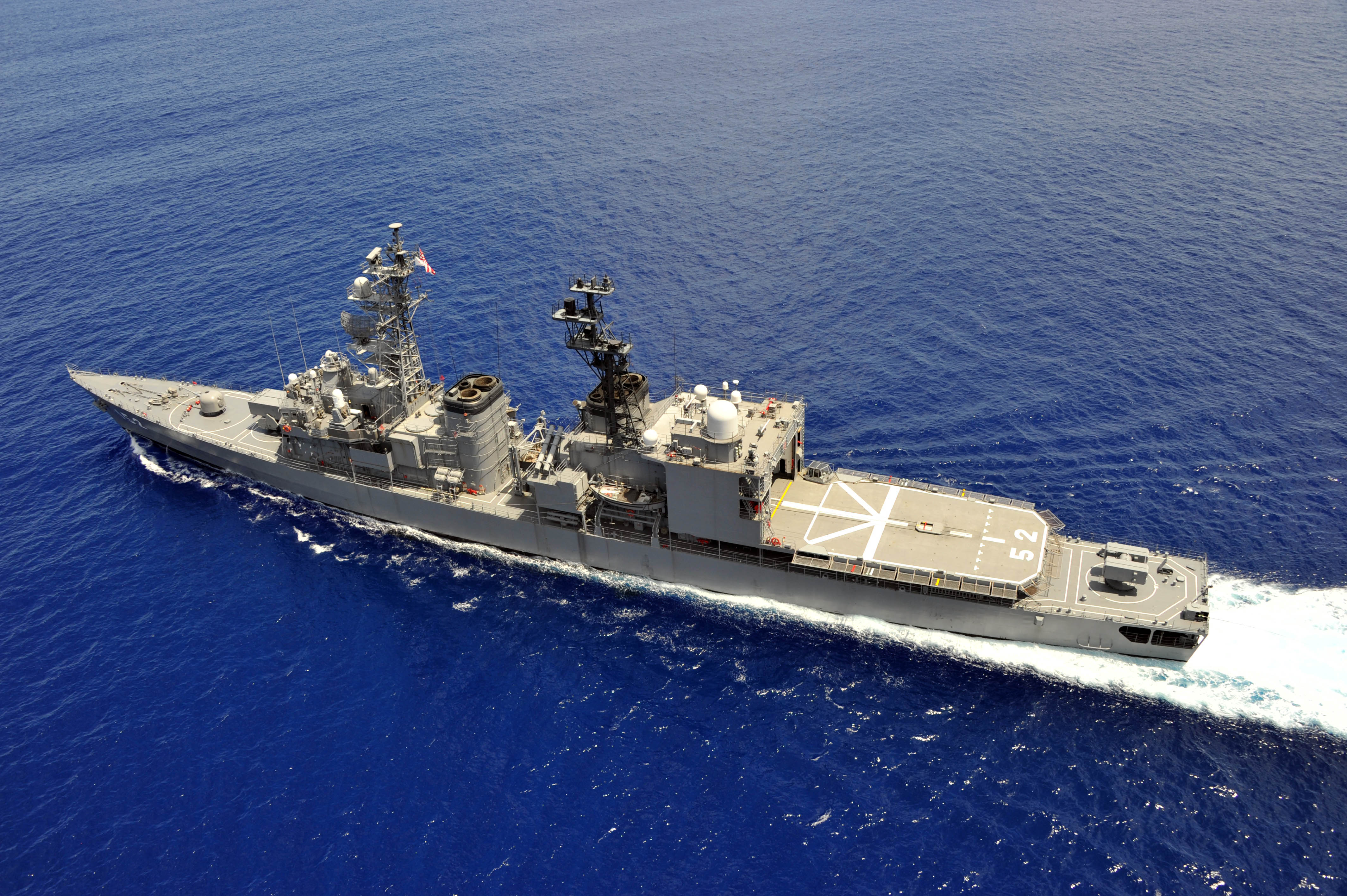
Lo Yamagiri (DD-152) in navigazione visto dall'alto.

Il Defense Buildup Program (Programma di potenziamento della Difesa), promulgato il 16 dicembre 2022, ha annunciato che diverse navi (una o due) saranno demolite entro l'anno fiscale 2027.
Il numero esatto non è noto, in quanto il Programma di potenziamento della Difesa afferma che un totale di tre navi, tra cui le navi da addestramento classe Hatakaze e la classe Asagiri, saranno demolite.